# Convergència per les Illes

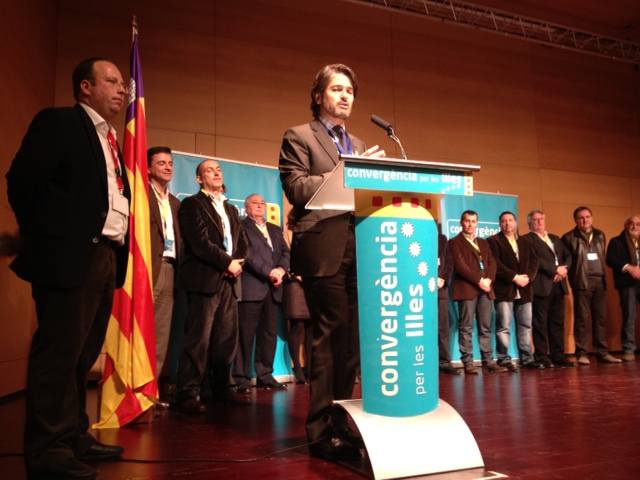
Oriol Pujol en una intervenció en un acte de Convergència per les Illes l'any 2012.

Convergència per les Illes fou un partit polític fundat al març de 2011 com a refundació de l'extinta Unió Mallorquina que es trobava esquitxada per nombrosos casos de corrupció.
El partit tenia la voluntat de vertebrar un tercer espai en l'àmbit balear, nacionalista, de seny i moderat. Amb conviccions profundament nacionalistes i amb una ferma voluntat de millorar la qualitat de vida dels ciutadans de les Illes Balears. Convergència per les Illes té entre els seus primers objectius assolir les més altes quotes d'autogovern per a les Illes Balears, desenvolupant l'Estatut d'Autonomia en el marc de la Constitució.
A les eleccions balears i municipals de 2011, les primeres a les quals es presentaren, assoliren representació a 20 Ajuntaments de Mallorca, un total de 62 regidors i 8 batlies.
Al febrer de 2012 es va fer el seu congrés fundacional on es va aprovar per majoria aclaparadora l'elecció del seu president Josep Melià Ques, el secretari general Antoni Amengual Perelló i la seva executiva. Així mateix s'hi aprovaren les ponències d'organització i estatuts, de fonaments i estratègia política i la d'economia i futur.
El juny de 2012 anuncià un procés de confluència amb la Lliga Regionalista de les Illes Balears, Es nou Partit d'Eivissa i Unió Menorquina. El novembre de 2012 aquestes formacions crearen el nou partit Proposta per les Illes.